# Станислава Симоновић Гочобанка
Станислава Симоновић Гочобанка (Врање, 1895—1973) била је српска докторка која је имала велике доприносе у Другом светском рату.

## Биографија
Потиче из познате породице Симоновић из Врања, по којој је и добила надимак Гочобанка. Основну школу и део средњошколског образовања је завршила у Врању. Средњу школу је завршила у Скопљу, у време почетка Првог светског рата. По почетку рата одлази са својим рођеним братом Михајлом у Приштину. Приликом евакуације становништва 1915. године прерушена у младића прелази Албанију, одакле одлази у Француску.
Студије медицине је похађала у Француској, где је била и стипендиста француске владе. Дипломирала је 1922. године на Универзитету у Нансију. Велики део свог радног века је провела у Скопљу, Велесу, Гњилану и Врању. По њеном доласку у Врање током рата, почиње хоспитализација пацијената са туберкулозом, радила је и као инфектолог, гинеколог и хирург. После Другог светског рата, дипломирала је педијатрију и постала је управница Здравственог центра у Врању, водила је и Дечји диспанзер и Школску амбуланту.